# Hoşgeldi, Bulanık
Hoşgeldi là một xã thuộc huyện Bulanık, tỉnh Muş, Thổ Nhĩ Kỳ. Dân số thời điểm năm 2011 là 1.206 người.